# همت‌آباد (رفسنجان)
همت‌آباد یک روستا در ایران است که در بخش فردوس شهرستان رفسنجان واقع شده‌است. همت‌آباد ۵۱۰ نفر جمعیت دارد.